# ادوارد هاوارد
ادوارد هاوارد (انگلیسی: Edward Howard-Vyse؛ ۲۷ نوامبر ۱۹۰۵ – ۲۶ دسامبر ۱۹۹۲ (aged 87)) فرد نظامی اهل بریتانیا بود.
همچنین برندهٔ جوایزی همچون نشان امپراتوری بریتانیا و نشان حمام شده‌است.